# Споразумение Сайкс-Пико
Договорът Сайкс-Пико от 1916 г. е тайно споразумение между Великобритания и Франция за разделяне на зони на влияние между 2-те страни на арабските владения на Османската империя след края на Първата световна война чрез анексии и др.
Потвърдено е от Русия и Италия в Антантата след отстъпки в тяхна полза. След края на Световната война е реализирано с малки промени в полза на Англия и без руско участие (поради избухналите революции през 1917 г. в страната и сключването на Брест-Литовския мирен договор) посредством договора от Сан-Ремо от 1920 г.
Споразумението е изготвено още през ноември 1915 г. (непосредствено след влизането във войната на Царство България на страната на Централните сили) от френския дипломат Франсоа Жорж-Пико (на френски: François Georges-Picot) и англичанина Марк Сайкс (на английски: Mark Sykes), откъдето носи ѝ името си.
Съгласно споразумението Великобритания получава територията на днешна Йордания, Ирак, и района около Хайфа в Палестина. Франция получава Югоизточна Турция, Северен Ирак, Сирия и Ливан. Всяка държава е имала правото сама да определи вътрешнодържавните граници в своята зона на влияние.
Споразумението е в основата на съвременния конфликт на Арабския свят със Запада поради измамните обещания, дадени от Антантата по времето на Първата световна война за създаването на независима арабска национална държава. По силата на тайното споразумение това е било невъзможно, но въпреки това западните съюзници насърчили арабите да се противопоставят на османската власт в Близкия изток. 
Според Томас Лоурънс, идеята за създаване на национална арабска държава на арабската територия на Османската империя под името Велика Сирия, възниква именно в резултат от поддръжката на британската армия на арабите в противопоставянето им на Османската империя.